# Festival transformationnel
Un festival transformationnel est un festival de contre-culture qui prône une éthique de développement communautaire et un système de valeurs qui célèbre la vie, la croissance personnelle, la responsabilité sociale, une vie saine et l'expression créative. Le terme « transformationnel » fait allusion à la fois à la transformation personnelle (réalisation de soi) et à l’orientation de la transformation de la culture vers la durabilité. Certains festivals transformationnels ressemblent à des festivals de musique, mais se distinguent par des caractéristiques telles que des séminaires, des cours, des cercles de tambours, des cérémonies, des installations artistiques (ou d'autres arts visuels), la disponibilité d'aliments entiers et de travaux corporels et une politique Sans trace. Les festivals transformationnels se déroulent en plein air, souvent dans des endroits reculés, et sont co-créés par les participants. Les événements sont d'inspiration psychédélique, impliquant de l'art visionnaire, des intervenants sur des sujets liés aux substances enthéogènes, ainsi que des divertissements audio et visuels destinés à amplifier les expériences psychédéliques.
Les festivals transformationnels peuvent présenter des caractéristiques que l’on retrouve généralement dans les sectes et les nouveaux mouvements religieux. Les événements sont caractérisés par un transpersonnalisme accru, une extase collective, des récits utopiques et une allégeance communautaire. Ils attirent la fréquentation atypique d'une classe sociale caractérisée par des richesses financières et temporelles dépensables. Leur utilisation charismatique d’informations spirituelles et enthéogènes, renforcé par une expérience extatique sur place, est étroitement parallèle aux renouveaux religieux. Les participants peuvent se détacher des normes sociales conservatrices et s’identifier à une « culture évoluée » – une vision du monde influencée par les archétypes millénaristes de transcendance planétaire et par « l’évolution de la conscience ».

## Festivals transformationnels notoires
Selon le magazine Rolling Stone, les festivals transformationnels les plus emblématiques sont :
- Burning Man, au Nevada, aux États-Unis
- Symbiosis Gathering (en), en Californie, aux États-Unis
- Envision Festival, au Costa Rica
- Boom Festival, au Portugal
- Lightning in a Bottle (festival) (en), en Californie, aux États-Unis
- Beloved Festival[4], en Orégon, aux États-Unis
- Shambhala Music Festival (en), en Colombie-Britannique, au Canada